# 1928 dans les chemins de fer
chronologie des chemins de fer
1927 dans les chemins de fer - 1928 - 1929 dans les chemins de fer

## Évènements
- 5 mai.  France :   inauguration de la section La Tour de Carol - Puigcerda sur le Transpyrénéen oriental (Midi).

- 30 juin.  France :   ouverture des prolongements à Richelieu - Drouot des lignes 8 (depuis Opéra) et 9 (depuis Chaussée d'Antin - La Fayette) du métro de Paris.
- 10 juillet : inauguration de la ligne Bukama - Port Francqui ; le chemin de fer du bas-Congo au Katanga est achevée[1].
- 18 juillet : inauguration par Alphonse XIII, roi d'Espagne et Gaston Doumergue, président de la République française, de la gare internationale de Canfranc, sur la ligne Saragosse-Pau. Elle est le lieu d'actions obscures et romanesques, comme le transit du trésor de guerre allemand vers l'Amérique du Sud durant la Seconde Guerre mondiale.

- 9 septembre.  Espagne :   création de la Compañia Nacional de los ferrocarriles del Oeste de España.
- 20 octobre. France : fermeture du tramway Moûtiers-Salins–Brides-les-Bains.